# Museo del Diamante
El Museo del Diamante (en neerlandés: Diamant Museum Amsterdam) es un museo ubicado en la Museumplein de Ámsterdam, Países Bajos. El museo fue fundado en 2007 por Ben Meier, de la fábrica de pulido de diamants Coster Diamonds. La colección permanente consta de joyas de diamante y ofrece información general sobre este mineral.
El museo es miembro de la Asociación de Museos Holandeses y de los Museos Oficiales de Ámsterdam.